# Бессонов, Геннадий Вениаминович
Генна́дий Вениами́нович Бессо́нов (род. 28 апреля 1954, Сидорово-Кадамовский (ныне — в составе города Шахты), Каменская область, СССР) — советский тяжелоатлет, чемпион Европы (1977), двукратный чемпион мира (1977, 1979), трёхкратный рекордсмен мира в отдельных упражнениях. Заслуженный мастер спорта СССР (1977).

## Биография
Родился 28 апреля 1954 года в посёлке Сидорово-Кадамовский города Шахты Ростовской области. В школьные годы увлекался футболом, волейболом и лёгкой атлетикой. В старших классах начал заниматься тяжёлой атлетикой и 5 декабря 1969 года впервые принял участие в спортивных соревнованиях — первенстве города Шахты.Тренировался под руководством Заслуженного тренера СССР Виктора Дорохина.
В начале 1970-х годов был включён в юношескую сборную команду СССР, 31 августа 1974 года занял первое место на «Кубке Дружбы» (Констанца, Румыния) в среднем весе (82,5 кг). C 22 сентября 1979 года выступал в составе национальной сборной СССР на чемпионатах мира, Европы, зарубежных турнирах. Установил 3 мировых рекорда, становился победителем и призёром трёх чемпионатов мира и двух чемпионатов Европы.
В последний раз участвовал в международных соревнованиях в 1982 году, заняв первое место на межконтинентальном кубке «Панония» (Татабанья, Венгрия). В 1983 году принимал участие во всесоюзных соревнованиях, но вынужден был оставить тяжёлую атлетику из-за прогрессирующей травмы спины и тазобедренного сустава.
В том же году поступил на службу в УВД города Шахты. В 1987 году поступил в Академию МВД СССР, которую окончил в 1991 году. С 1994 по 2005 годы — начальник ОВД Октябрьского района Ростовской области, уволился из органов внутренних дел по выслуге лет в звании полковника милиции. С 2008 по 2010 год — заместитель Главы Октябрьского района Ростовской области. В настоящее время является директором спортивной школы олимпийского резерва в г. Шахты.
Почётный житель города Шахты (с 2000 года).

## Достижения
- Победитель чемпионата мира 1977 года в среднем весе.
- Победитель чемпионата мира 1979 года в первом полутяжёлом весе.
- Серебряный призёр чемпионата мира 1978 года в первом полутяжёлом весе.
- Победитель чемпионата Европы 1977 года.
- Бронзовый призёр чемпионата Европы 1980 года.
- Победитель Спартакиады народов РСФСР 1975 года.
- Победитель Спартакиады народов РСФСР 1979 года.
- 5-кратный победитель «Кубка Балтики», победитель Кубка «Дружба», победитель международного турнира «Голубые мечи», победитель открытого чемпионата Японии 1977 года.

Установил 3 рекорда мира и 3 рекорда СССР в первом полутяжёлом весе (до 90 кг).
Лучшие результаты: рывок — 181,5 кг (рекорд мира 1981 года), толчок — 225 кг.